# Зульфія Камалова
Зульфія Назиповна Камалова (тат. Зөлфия Нәсип кызы Камалова; 8 серпня 1969, Сарапул, СРСР — 18 вересня 2024) — австралійська і татарська співачка, лауреат численних конкурсів музики у стилі world music. «Співачка року-2001» Австралії, найкращий виконавець у жанрі World music-2002".

## Біографія
Зульфія Камалова народилася в місті Сарапул (Удмуртія). Почала захоплюватися музикою в 9-річному віці. Після закінчення середньої школи вступила до Пермського університету на факультет іноземних мов. У 1991 році по студентському обміну поїхала до Каліфорнії (США), там вийшла заміж за австралійця. Разом з ним переїхала в Австралію і спочатку влаштувалася в місті Хобарт на острові Тасманія.
Через шість років після приїзду до Австралії Зульфія Камалова записала свій перший альбом, в який увійшли пісні російською, французькою, циганською, португальською, іспанською, англійською мовами.
Її альбом, записаний у 2007 році («3 Nights») татарською, російською та англійською мовами, був удостоєний премії Австралійської асоціації індустрії звукозапису (австралійська «Греммі»). Композиції з цього альбому протрималися 16 тижнів у першій десятці європейських музичних чартів, що не вдавалося ще нікому в історії австралійської музики.
Залишились чоловік та донька Зіфа (нар. 2006).

## Дискографія
- 1997: «Подорож голоси» («Journey of Voice»)
- 1999: «Аллуки» («Aloukie»)
- 2002: «Elusive» (перевиданий у 2007)
- 2005: «Вальс порожнечі» («The Waltz of Emptiness»)
- 2007: «3 ночі» («3 Nights»)
- 2010: «Tales of Subliming»